# Llengua SVO
Una llengua SVO, o Subjecte Verb Objecte (l'últim un sinònim de complement directe) és aquella que, més freqüentment, disposa els constituents d'una frase transitiva en aquell ordre, per exemple: El noi menja les taronges. S'ha de tenir en compte que moltes llengües permeten diversos ordres dels constituents, però típicament es pot discernir un ordre bàsic, i és segons aquest que una llengua es classifica.
Les llengües romàniques, incloent-hi el català, són exemples de llengües SVO, junt amb l'anglès, les llengües xineses, l'hebreu modern, el finès, el rus, el suahili, el polonès, l'indonesi, i moltes d'altres. És l'ordre de constituents segon més comú entre les llengües del món, amb un 41,79% de llengües, segons un estudi de 402 llengües.
La classificació de llengües pel seu ordre de constituents pertany a la tipologia, un camp lingüístic que categoritza les llengües segons característics compartits.

## Llengües V2
Alguns llengües germàniques, com ara l'alemany, l'holandès, i el suec (però no l'anglès) requereixen, en clàusules no subordinades, que el segon constituent ha de ser el verb conjugat. Un exemple en alemany:
| Frase     | Ich las dieses Buch gestern.    | Ich las dieses Buch gestern.    | Ich las dieses Buch gestern.    | Ich las dieses Buch gestern.    |
| Paraules  | ich                             | las                             | dieses Buch                     | gestern                         |
| Glose     | jo                              | vaig llegir                     | aquest llibre                   | ahir                            |
| Parts     | subjecte                        | verb                            | CD                              | adverbi                         |
| Traducció | Vaig llegir aquest llibre ahir. | Vaig llegir aquest llibre ahir. | Vaig llegir aquest llibre ahir. | Vaig llegir aquest llibre ahir. |

Però:
| Frase    | Gestern las ich dieses Buch. | Gestern las ich dieses Buch. | Gestern las ich dieses Buch. | Gestern las ich dieses Buch. |
| Paraules | gestern                      | las                          | ich                          | dieses Buch                  |
| Glose    | ahir                         | vaig llegir                  | jo                           | aquest llibre                |
| Parts    | adverbi                      | verb                         | subjecte                     | CD                           |

Si l'adverbi es mou al principi de la frase, és necessari que el subjecte segueix el verb, deixant el verb en la segona posició. En aquestes llengües, per tant, l'ordre canònic dels constituents és SVO, però la seva sintaxi imposa un requisit que no existeix en les altres llengües SVO.